# Territorial pick
Le Territorial pick (littéralement « choix territorial », dit aussi Territorial claim) est un type de choix particulier dans la Draft de la NBA, la procédure de choix des nouveaux joueurs la ligue américaine de basket-ball National Basketball Association, qui a été en vigueur de 1950 à 1965, reprise de la Basketball Association of America qui l'a utilisée en 1949.
Cette procédure permettait avant le déroulement de la draft classique par ordre, à une équipe de choisir un joueur formé à proximité de l'implantation de l'équipe professionnelle. Elle avait été créée pour soutenir, à une époque où la NBA restait fragile, les équipes sélectionnant des vedettes formées dans les universités proches, dans un rayon de 50 miles.
Rendue moins pertinente par l'effacement du caractère local de la popularité des joueurs et contestée par certaines dérives de l'appréciation du caractère local, le territorial pick est appliqué pour la dernière fois au cours de la Draft 1965 de la NBA.

## Choix notables
Les Celtics de Boston utilisent ainsi ce choix pour sélectionner Tom Heinsohn en 1956, qui participa à la conquête de huit titres en neuf saisons avec Bill Russell, sélectionné la même année.
Pour le très convoité Wilt Chamberlain, le propriétaire des Warriors Edward Gottlieb fit valoir qu’il avait grandi et était devenu un joueur de high school populaire à Philadelphie et l'absence de franchise NBA au Kansas, car ce dernier jouait en NCAA au Kansas... bien éloigné de Philadelphie.
Le cas de Jerry Lucas mit également à mal la règle, dans une moindre mesure que pour Chamberlain. La ville hébergeant l'Université d'État d'Ohio étant située à Colombus au-delà du rayon de 50 miles autour de la franchise, mais les Royals étaient alors la seule franchise de l'Ohio et Lucas était né et avait été formé à ses débuts dans le rayon effectif des 50 miles.

## Les «choix territoriaux»

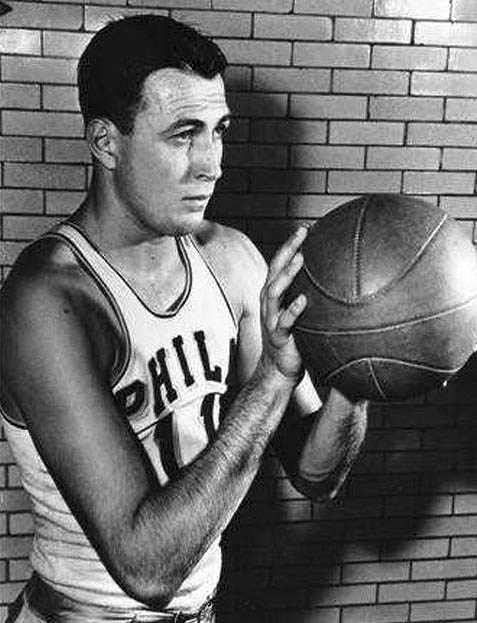
Paul Arizin.

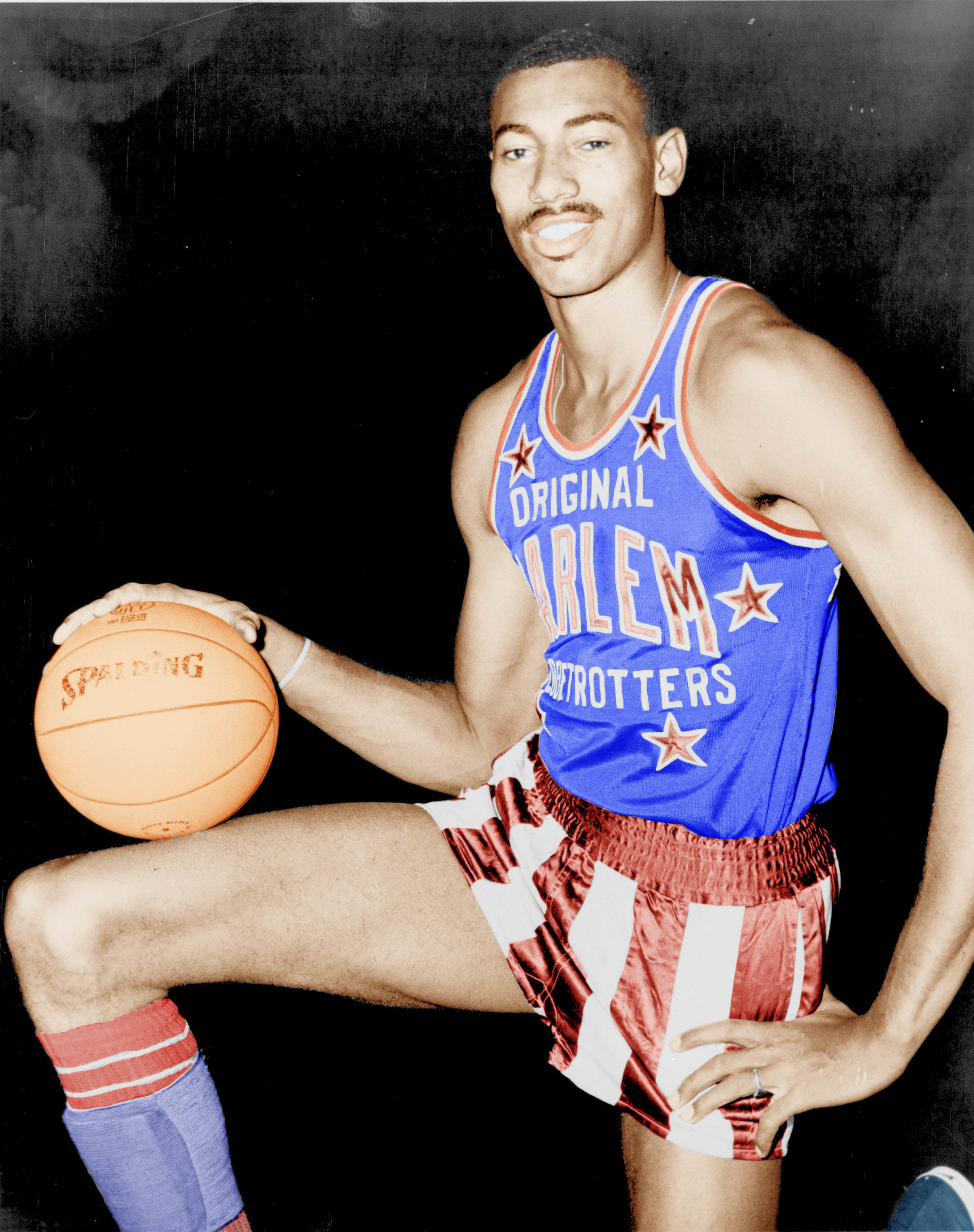
Wilt Chamberlain en 1959.

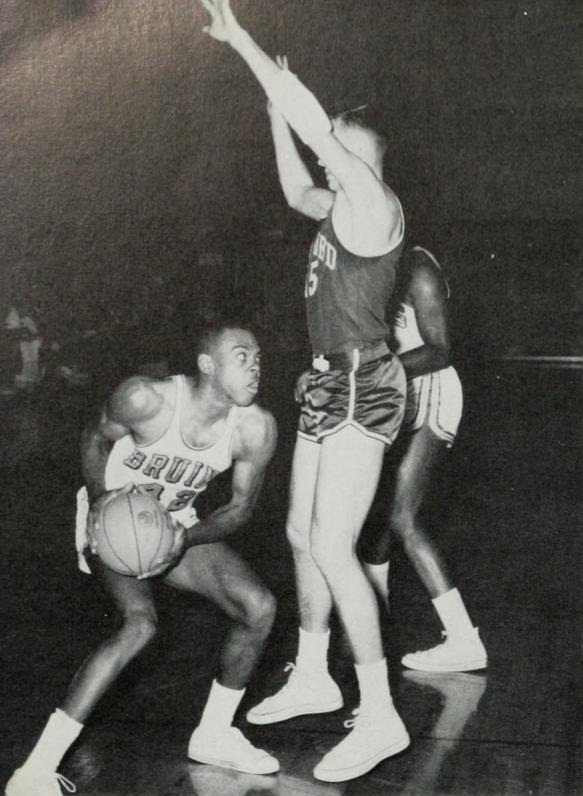
Walt Hazzard en 1964.

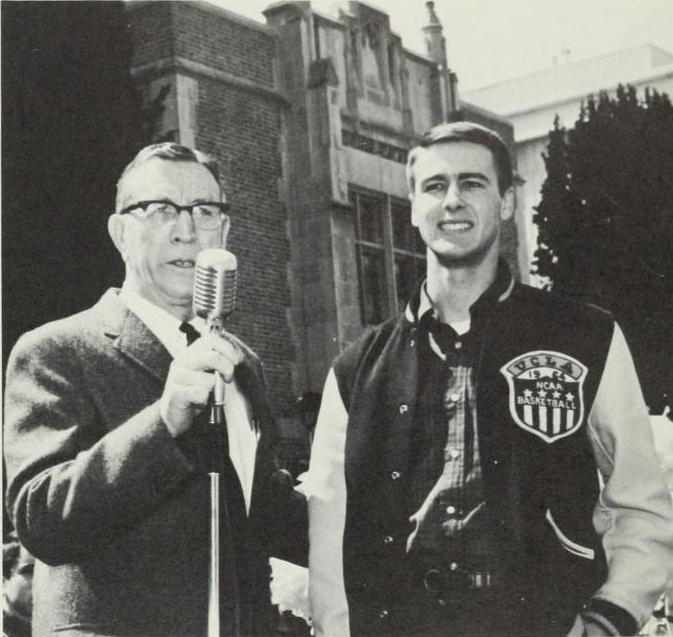
Gail Goodrich en 1965.

| Année | Nom                | Équipe                   | Université    |
| ----- | ------------------ | ------------------------ | ------------- |
| 1949  | Ed Macauley        | Bombers de Saint-Louis   | Saint Louis   |
| 1949  | Vern Mikkelsen     | Lakers de Minneapolis    | Hamline       |
| 1950  | Paul Arizin        | Warriors de Philadelphie | Villanova     |
| 1951  | Whitey Skoog       | Lakers de Minneapolis    | Minnesota     |
| 1952  | Bill Mlkvy         | Warriors de Philadelphie | Temple        |
| 1953  | Ernie Beck         | Warriors de Philadelphie | Pennsylvania  |
| 1953  | Walter Dukes       | Knicks de New York       | Seton Hall    |
| 1955  | Tom Gola           | Warriors de Philadelphie | La Salle      |
| 1955  | Dick Garmaker      | Lakers de Minneapolis    | Minnesota     |
| 1956  | Tom Heinsohn       | Celtics de Boston        | Holy Cross    |
| 1958  | Guy Rodgers        | Warriors de Philadelphie | Temple        |
| 1959  | Wilt Chamberlain   | Warriors de Philadelphie | Kansas        |
| 1959  | Bob Ferry          | Hawks de Saint-Louis     | Saint-Louis   |
| 1960  | Oscar Robertson    | Royals de Cincinnati     | Cincinnati    |
| 1962  | Dave DeBusschere   | Pistons de Détroit       | Detroit Mercy |
| 1962  | Jerry Lucas        | Royals de Cincinnati     | Ohio State    |
| 1963  | Tom Thacker        | Royals de Cincinnati     | Cincinnati    |
| 1964  | Mahdi Abdul-Rahman | Lakers de Los Angeles    | UCLA          |
| 1964  | George Wilson      | Royals de Cincinnati     | Cincinnati    |
| 1965  | Bill Bradley       | Knicks de New York       | Princeton     |
| 1965  | Bill Buntin        | Pistons de Détroit       | Michigan      |
| 1965  | Gail Goodrich      | Lakers de Los Angeles    | UCLA          |